# Jōdo-shū
Jōdo-shū este o sectă budistă japoneză fondată de călugărul Hōnen în secolul al XII-lea . Această sectă face parte din școala Pământului Pur.